# Biblioteca e Museu Morgan
Biblioteca e Museu Morgan, anteriormente Biblioteca Pierpont Morgan é um museu e biblioteca de pesquisa localizado em Manhattan, Nova Iorque. A instituição foi fundada em 1906 para abrigar a biblioteca privada de J. P. Morgan e teve projeto arquitetônico assinado por Charles Follen McKim. Tornou-se pública em 1924 a mando do filho de J. P. Morgan, de acordo com a vontade do pai. Seu prédio sede foi elevado ao status de marco histórico da cidade em 1966 e ao de Marco Histórico Nacional no mesmo ano.

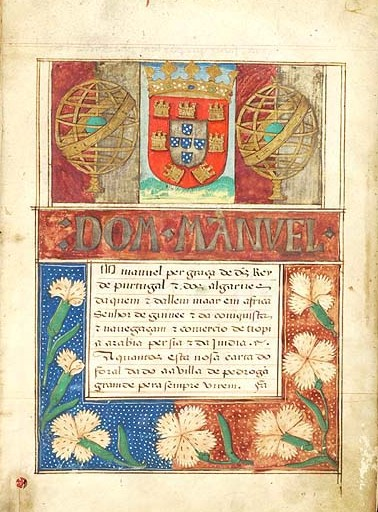
Carta de foral de Pedrogão Grande, a mando de D. Manuel I de Portugal, em Lisboa, 1513. e que faz parte da coleção Pierpont Morgan Library, no inventário Manuscrits M.1022